# Megaselia saprophaga
Megaselia saprophaga är en tvåvingeart som beskrevs av Borgmeier 1934. Megaselia saprophaga ingår i släktet Megaselia och familjen puckelflugor. Inga underarter finns listade i Catalogue of Life.